# Джеред Джеффріс
Джеред Скотт Картер Джеффріс (англ. Jared Scott Carter Jeffries, нар. 25 листопада 1981, Блумінгтон, Індіана, США) — американський професіональний баскетболіст, що грав на позиціях важкого форварда і центрового за низку команд НБА.

## Ігрова кар'єра
Починав грати у баскетбол у команді старшої школи Північного Блумінгтона (Блумінгтон, Індіана). На університетському рівні грав за команду Індіана (2000–2002). Разом з командою грав у фіналі турніру NCAA 2002 року, де Індіана поступилася Меріленду.
2002 року був обраний у першому раунді драфту НБА під загальним 11-м номером командою «Вашингтон Візардс». Професійну кар'єру розпочав 2002 року виступами за тих же «Вашингтон Візардс», захищав кольори команди з Вашингтона протягом наступних 4 сезонів.
З 2006 по 2010 рік грав у складі «Нью-Йорк Нікс».
2010 року перейшов до «Х'юстон Рокетс», у складі якої провів наступний сезон своєї кар'єри.
Наступною командою в кар'єрі гравця була «Нью-Йорк Нікс», за яку він відіграв один сезон.
Останньою ж командою в кар'єрі гравця стала «Портленд Трейл-Блейзерс», до складу якої він приєднався 2012 року і за яку відіграв один сезон.

## Кар'єра на телебаченні
30 листопада 2013 року вийшла в ефір передача про риболовлю Modern Fishing with Jared Jeffries на каналі Outdoor Channel, де Джеффріс виступив в ролі ведучого. До 2017 року вийшло вже чотири сезони.

## Статистика виступів в НБА

### Регулярний сезон
| Сезон             | Команда                   | GP  | GS  | MPG  | FG%  | 3P%  | FT%  | RPG | APG | SPG | BPG | PPG |
| ----------------- | ------------------------- | --- | --- | ---- | ---- | ---- | ---- | --- | --- | --- | --- | --- |
| 2002–03           | «Вашингтон Візардс»       | 20  | 1   | 14.6 | .476 | .500 | .552 | 2.9 | .8  | .4  | .3  | 4.0 |
| 2003–04           | «Вашингтон Візардс»       | 82  | 38  | 23.3 | .377 | .167 | .614 | 5.2 | 1.1 | .6  | .3  | 5.7 |
| 2004–05           | «Вашингтон Візардс»       | 77  | 71  | 26.1 | .468 | .314 | .584 | 4.9 | 2.0 | .9  | .5  | 6.8 |
| 2005–06           | «Вашингтон Візардс»       | 77  | 77  | 25.3 | .451 | .320 | .589 | 4.9 | 1.9 | .8  | .6  | 6.4 |
| 2006–07           | «Нью-Йорк Нікс»           | 55  | 43  | 23.8 | .461 | .100 | .456 | 4.3 | 1.2 | .8  | .5  | 4.1 |
| 2007–08           | «Нью-Йорк Нікс»           | 73  | 19  | 18.2 | .400 | .160 | .527 | 3.3 | .9  | .5  | .3  | 3.7 |
| 2008–09           | «Нью-Йорк Нікс»           | 56  | 36  | 23.4 | .440 | .083 | .611 | 4.1 | 1.4 | .8  | .6  | 5.3 |
| 2009–10           | «Нью-Йорк Нікс»           | 52  | 37  | 28.1 | .443 | .323 | .645 | 4.3 | 1.6 | 1.0 | 1.1 | 5.5 |
| 2009–10           | «Х'юстон Рокетс»          | 18  | 0   | 18.4 | .429 | .111 | .556 | 3.6 | 1.0 | .5  | .7  | 4.9 |
| 2010–11           | «Х'юстон Рокетс»          | 18  | 0   | 7.7  | .306 | .167 | .400 | 1.9 | .6  | .4  | .2  | 1.5 |
| 2010–11           | «Нью-Йорк Нікс»           | 24  | 9   | 19.3 | .380 | .333 | .421 | 3.4 | 1.0 | 1.0 | .6  | 2.0 |
| 2011–12           | «Нью-Йорк Нікс»           | 39  | 4   | 18.7 | .410 | .188 | .681 | 3.9 | .7  | .7  | .6  | 4.4 |
| 2012–13           | «Портленд Трейл-Блейзерс» | 38  | 0   | 9.2  | .296 | .000 | .522 | 1.6 | .4  | .2  | .2  | 1.2 |
| Усього за кар'єру | Усього за кар'єру         | 629 | 335 | 21.6 | .426 | .250 | .583 | 4.1 | 1.3 | .7  | .5  | 4.8 |

### Плей-оф
| Сезон             | Команда             | GP | GS | MPG  | FG%  | 3P%  | FT%  | RPG | APG | SPG | BPG | PPG |
| ----------------- | ------------------- | -- | -- | ---- | ---- | ---- | ---- | --- | --- | --- | --- | --- |
| 2005              | «Вашингтон Візардс» | 10 | 10 | 24.7 | .490 | .500 | .765 | 4.1 | 1.8 | .9  | .9  | 6.4 |
| 2006              | «Вашингтон Візардс» | 6  | 6  | 35.8 | .395 | .143 | .765 | 6.2 | 1.5 | .2  | 1.2 | 8.0 |
| 2011              | «Нью-Йорк Нікс»     | 4  | 0  | 21.3 | .478 | .000 | .750 | 5.0 | .3  | .8  | 1.8 | 6.3 |
| 2012              | «Нью-Йорк Нікс»     | 5  | 0  | 6.8  | .167 | .000 | .000 | 2.4 | .0  | .2  | .0  | .4  |
| Усього за кар'єру | Усього за кар'єру   | 25 | 16 | 23.2 | .438 | .308 | .763 | 4.4 | 1.1 | .6  | .9  | 5.6 |